# Шаблин, Николай
Николай Шаблин (болг. Николай Шаблин; настоящее имя Иван Неделков, болг. Иван Недялков; 4 января 1881, Радомир, Болгария — 18 апреля 1925) — деятель болгарского коммунистического движения, участник Первого и Второго конгрессов Коммунистического Интернационала.

## Биография

Почтовая марка с Н. Шаблиным

Родился в 1881 году в Болгарии. Настоящее имя — Иван Неделков.
Перед Первой мировой войной — активист Болгарской рабочей социал-демократической партии (тесных социалистов), после переименования в апреле 1919 в Болгарскую коммунистическую партию стоял на позициях её Центрального комитета.
В 1920 приехал в Советскую Россию в качестве делегата Второго съезда Коминтерна. Перед началом работы конгресса встречался с В. И. Лениным, составил критические замечания к черновику его тезисов по национальному и колониальному вопросам. На самом конгрессе участвовал в дебатах, был членом комиссии по аграрному вопросу. Перед закрытием конгресса был избран в Исполком Коминтерна.
Оставшись в России, в сентябре 1920 участвовал в делегации на Первый Съезд народов Востока в Баку.
В октябре 1920 вместе с Г. Е. Зиновьевым был направлен на съезд Независимой социал-демократической партии Германии в Галле, затем вернулся в Болгарию для продолжения партийной работы. Член Южного бюро Коминтерна.
После переворота в июне 1923 вошёл в состав редакции партийной газеты «Работническо дело». После поражения Сентябрьского восстания 1923 года последовали репрессии со стороны властей, в ходе которых в начале 1925 Николай Шаблин схвачен и сожжен заживо.